# La capra o chi è Sylvia?
La capra o chi è Sylvia? (The Goat, or Who Is Sylvia?) è un'opera teatrale del drammaturgo americano Edward Albee, debuttata a Broadway nel 2002.
Il dramma racconta le vicende della benestante famiglia Gray che vede le proprie certezze andare a rotoli quando si scopre che Martin, amato padre e marito e stimato architetto, intrattiene una relazione sessuale e affettiva con una capra. Nel corso dell'opera la moralità della famiglia è messa sempre più in discussione, mentre si affrontano i tabù dell'incesto, dell'infedeltà e dalla zooerastia.

## Titolo
Il titolo Who is Sylvia? allude al titolo di una canzone cantata nella commedia di Shakespeare I due gentiluomini di Verona: è una serenata che Proteo canta a Silvia, per conquistarne il cuore. La canzone è stata resa celebre dall'adattamento musicale di Franz Schubert, Was Ist Sylvia.

## Trama

### Prima scena
È il cinquantesimo compleanno di Martin e lui e la moglie Stevie stanno sistemando il soggiorno in attesa di Ross, amico di famiglia venuto ad intervistare Martin in occasione della sua vittoria del Premio Pritzker, massimo riconoscimento per un architetto. Stevie trova un biglietto da visita di una donna nella giacca del marito e, scherzosamente, gli chiede se la donna sia la sua amante; Martin replica sullo stesso tono, sostenendo di aver una relazione con una capra di nome Sylvia, suscitando l'ilarità di Stevie (che crede sia uno scherzo). Durante l'intervista Ross rimprovera il vecchio amico per la poca concentrazione e l'architetto risponde di essere distratto perché turbato dal suo amore per Sylvia; Ross è stupito nello scoprire che Martin è infedele all'amatissima Stevie, ma lo è ancora di più quando gli viene mostrata una foto dell'"amante", che risulta essere effettivamente una capra.

### Seconda scena
Stevie riceve una lettera da Ross in cui è riportata la confessione di Martin: la donna è fuori di sé nello scoprire che il marito non la stava prendendo in giro. Il figlio Billy, emotivamente molto fragile, si rifugia nella sua camera, mentre la coppia discute furiosamente: Martin sostiene che Sylvia non sia un animale per lui, ma una vera persona dotata di un'anima e che corrisponde pienamente i suoi sentimenti. Il biglietto da visita pervenuto nella giacca è quello di una donna che frequenta un gruppo d'ascolto per zoofili, uomini e donne che intrattengono relazioni con animali. Furiosa, Stevie lascia la casa giurando vendetta.

### Terza scena
Billy va in salotto per accertarsi della situazione (nella scena precedente sono stati rotti numerosi oggetti) e trova il padre da solo: il ragazzo afferma di aver sempre amato i propri genitori, molto migliori di quelli della gran parte dei suoi compagni di classe. Ma ora, dopo la recente scoperta, tutta la sua vita è definitivamente andata a rotoli. Martin cerca di consolare il figlio sconvolto e i due si baciano. La scena tra padre e figlio è interrotta dall'arrivo di Ross, venuto a giustificare la lettera a Stevie. Il dramma si conclude con Stevie che ritorna a casa trascinando il cadavere di Sylvia, che ha ucciso perché incapace di sopportare l'idea che il marito amasse la capra quanto lei.

## Riferimenti alla tragedia
Il sottotitolo del dramma è "Notes toward a definition of tragedy" e l'opera fa continui riferimenti alla tragedia greca: il termine stesso di "tragedia", etimologicamente, significa infatti "canto dei capri" (da τράγος "capra" e ᾄδω "cantare"). Dioniso, il dio del teatro, è spesso rappresentato con una pelle di capra. Albee ha rispettato nella stesura del dramma le tre unità aristoteliche: di luogo, di tempo e di azione. Un ulteriore riferimento alla tragedia greca è rintracciabile all'inizio del dramma: Martin sente un fruscio che non riesce ad identificare e Stevie suggerisce ironicamente che potrebbero essere le erinni, le personificazioni femminili della vendetta nella mitologia greca; alla fine del dramma, Stevie diventerà essa stessa una figura vendicatrice, uccidendo la capra amata dal marito.

## Produzioni
The Goat debutta al John Golden Theatre di Broadway con la regia di David Esbjornson il 10 marzo 2002, dopo 16 anteprime. Il cast originale presentava Bill Pullman nel ruolo di Martin, Mercedes Ruehl in quello di Stevie, Jeffrey Carlson nella parte di Billy e Stephen Rowe nel panni di Ross. Allo scadere dei loro contratti, Pullman e Ruehl sono stati sostituiti rispettivamente da Bill Iwing e Sally Field. Il dramma ha vinto i maggiori premi teatrali, incluso il Tony Award, il drama desk, il New York Critics' Circle Award ed l'Outer Critics circle award, oltre ad essere stato nominato al prestigioso Premio Pulitzer per il teatro; particolarmente apprezzata è stata anche la performance di Mercedes Ruehl, che le ha valso un Outer Critics Circle Award alla miglior attrice. Lo spettacolo è rimasto in scena fino al 15 dicembre 2002, per un totale di 309 repliche.
The Goat debutta all'Almeida Theatre di Londra il 3 febbraio 2004 ed è rimasta in scena fino al 13 marzo. Facevano parte del cast Jonathan Pryce (Martin), Kate Fahy (Stevie), Eddie Redmayne (Bily) e Matthew Marsh (Ross). Lo spettacolo ha ottenuto buone recensioni, soprattutto per l'interpretazione di Pryce, e tre nomination ai Laurence Olivier Awards: migliore opera teatrale, miglior attore protagonista (Pryce) e miglior attore non protagonista (Redmayne). La produzione londinese non è stata la prima messa in scena europea dell'opera: The Goat era già stata rappresentata tra il marzo e il maggio del 2003 presso l'English Theatre di Vienna.
In Italia La capra approda il 16 luglio 2004 al Festival La Versiliana, diretta da Enrico Maria Lamanna. Catherine Spaak e Claudio Bigagli interpretavano i coniugi Gray, Francesco Vitelli recitava nel ruolo di Billy e Pier Luigi Misasi era Ross.
Il 1º aprile 2006 The Goat viene messa in scena allo York Theatre di Sydney, con Victoria Longley (Stevie), William Zappa (Martin), Cameron Goodall (Billy) e Pip Miller (Ross). La produzione australiana è stata nominata a quattro Helpmann Awards: migliore opera teatrale, migliore attrice (Longley), miglior attore non protagonista (Goodall) e miglior regia (Marion Potts).
Dal 12 marzo 2017 un nuovo allestimento del dramma diretto da Ian Rickson va in scena al Haymarket Theatre di Londra per dodici settimane. Fanno parte del cast Damian Lewis (Martin), Sophie Okonedo (Stevie) e Archie Madekwe (Billy).